# Бендер-Імам-Хомейні
Бенде́р-Імам-Хомейні (перс. بندرامام خمینی), раніше Бендер-Шахпур — місто на півдні Ірану в провінції Хузестан. Був названий на честь аятоли Хомейні.
Порт на узбережжі Перської затоки, доступний для океанських суден. Близько 56 тис. мешканців. Кінцевий пункт Трансіранської залізниці. Аеродром. Вивіз нафти.